# Лай Зя Тхань
Лай Зя Тхань (LAI Gia Thanh, род. 3 мая 1998 года) — вьетнамский тяжелоатлет, выступающий в весовой категории до 55 кг. Чемпион мира 2023 года, серебряный призёр чемпионата мира среди юниоров (2017), чемпион мира (2018) и Азии (2018) среди юниоров.

## Карьера
На дебютном для себя взрослом чемпионате мира 2017 года выступал в весовой категории до 62 кг и в сумме набрал 267 кг, заняв итоговое 14-е место.
На чемпионате Азии и чемпионате мира среди юниоров 2018 года в весе до 56 кг завоевал чемпионские титулы. 
В начале ноября 2018 года на чемпионате мира в Ашхабаде вьетнамский спортсмен в весовой категории до 55 кг завоевал малую серебряную медаль в упражнении толчок, взяв штангу весом в 142 кг. Провалив рывок, спортсмен из Вьетнама в итоговом протоколе квалифицирован не был. 
На чемпионате мира 2022 года в Боготе, в Колумбии в категории до 55 кг завоевал малую золотую медаль в упражнении "рывок" с результатом 118 кг, в другом упражнении не смог зафиксировать вес.
В Саудовской Аравии, где состоялся Чемпионат мира по тяжёлой атлетике 2023 года, вьетнамский спортсмен в категории до 55 кг завоевал титул чемпиона мира с результатом 269 кг по сумме двух упражнений. Две малые золотые медали в различных упражнениях также достались ему.

## Спортивные результаты
| Год  | Соревнование   | Место проведения | Весовая категория | Рывок  | Толчок | Сумма двоеборья | Место |
| 2017 | Чемпионат мира | Хьюстон          | до 62 кг          | 118 кг | 149 кг | 267 кг          | 14    |
| 2018 | Чемпионат мира | Ашхабад          | до 55 кг          | —      | 142 кг | —               | DNF   |
| 2022 | Чемпионат мира | Богота           | до 55 кг          | 118 кг | —      | —               | DNF   |
| 2023 | Чемпионат мира | Эр-Рияд          | до 55 кг          | 123 кг | 146 кг | 269 кг          | 1     |